# Hôtel de Noailles
Pour les articles homonymes, voir Noailles.
L'hôtel de Noailles est un hôtel particulier parisien construit à la fin du  XVIIe siècle  et détruit en 1830.

## Situation

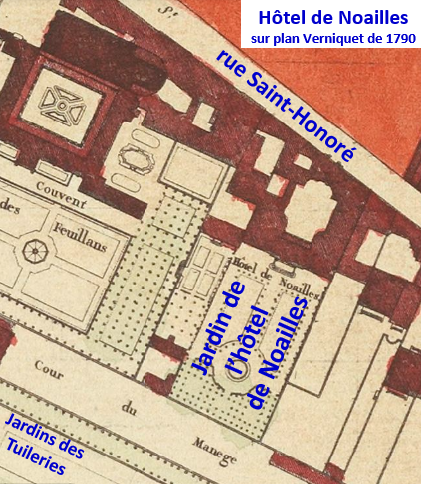
Hôtel de Noailles sur plan Verniquet de 1790

L'hôtel était un ensemble de bâtiments situés entre les actuels numéros 211 à 221 de la rue Saint-Honoré  jouxtant le Couvent des Feuillants à l'ouest. Ses jardins s'étendaient jusqu’à la Cour du Manège (dépendance des écuries royales), puis en bordure de la rue de Rivoli tracée à son emplacement (actuels numéros 212  à 218 soit 17 arcades), et des numéros 202 au 208 de cette au-delà de l'actuelle rue du 29-Juillet en y incluant l'hôtel de Boulogne.

## Histoire

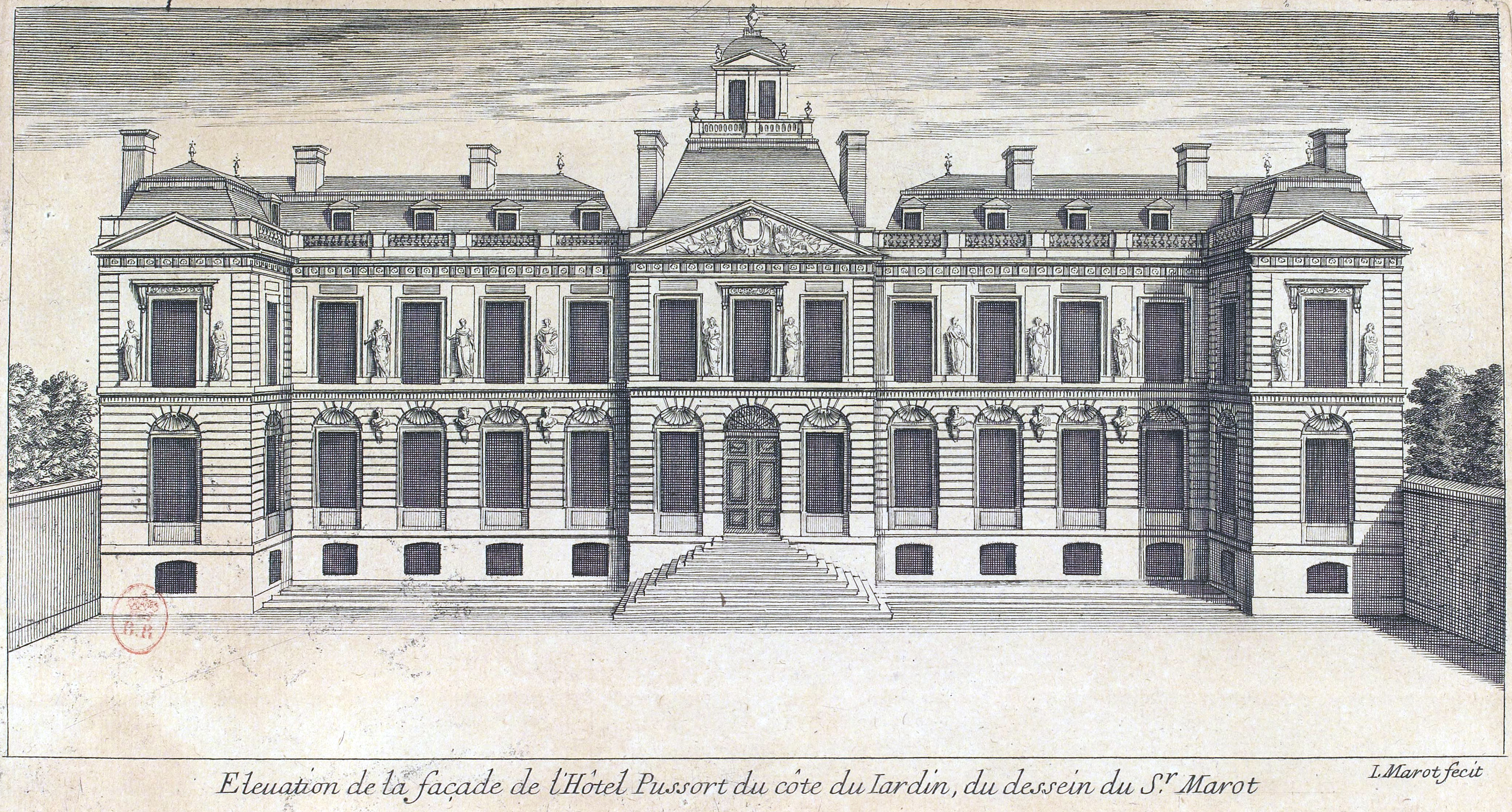
Facade du côté du jardin de l’hôtel avant sa modification de 1715

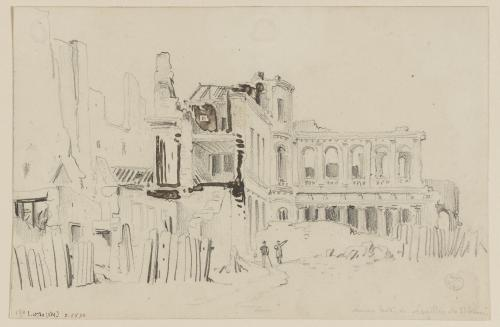
L'Hôtel de Noailles en cours de démolition

L’hôtel est construit après 1677 pour Henri Pussort par l'architecte Jean Marot. 
Après la mort d'Henri Pussort en 1697, il est acquis par Pierre-Vincent Bertin. Ses enfants vendent l'hôtel en 1711 à  Adrien Maurice de Noailles qui le  fait modifier par l'architecte Pierre Cailleteau, dit Lassurance avec des jardins dessinés par Charpentier. Il reste dans la famille de Noailles jusqu'à la Révolution.
La Fayette s’y marie le 11 février 1774 à 16 ans, avec Marie Adrienne Françoise de Noailles (1759-1807), fille du duc d'Ayen, âgée de 15 ans. Jusqu’à la Révolution, l’hôtel est sa résidence parisienne où  Marie-Antoinette  le reçoit le 15 février 1784 à son retour d’Amérique.
Il est occupé par divers comités pendant la Révolution.
En 1802, l’hôtel est la résidence du troisième consul Charles-François Lebrun. 
En 1807, 17 arcades sont construites au fond du jardin au bord de la rue de Rivoli qui venait d'être ouverte mais aucun immeuble ne s'y construit avant 1830. 
Sous la Restauration, l'hôtel est restitué à la famille de Noailles qui le vend à Lord Francis Egerton. Lord Egerton le conserve jusqu'à sa mort en 1829. 
Immédiatement après son décès, les héritiers mettent en vente le domaine par adjudication le 22 décembre 1829. Tous les bâtiments et jardins attenant sont acquis par Martin-Pierre Chéronnet et les frères Périer.

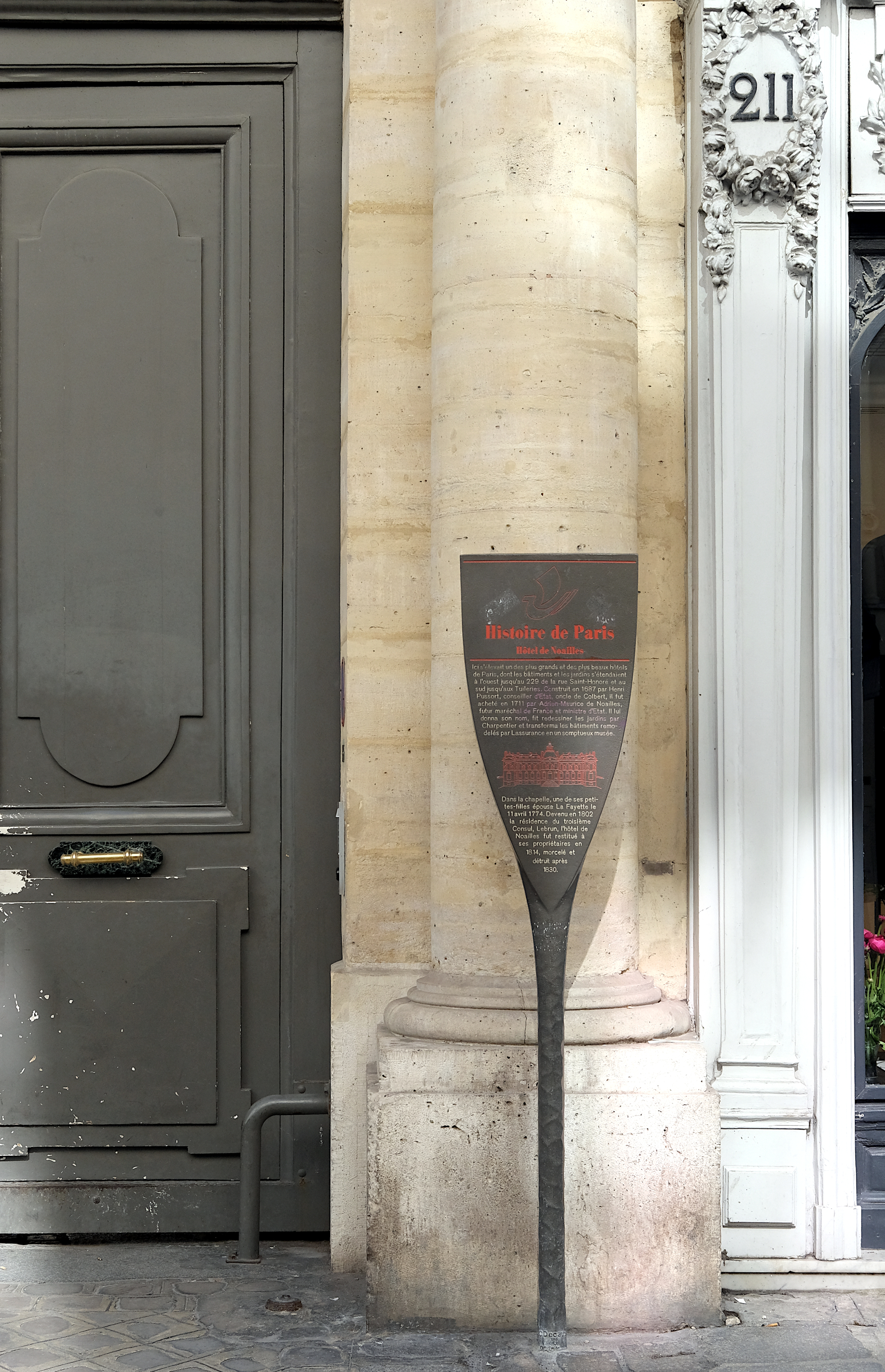
Panneau Histoire de Paris au n°211 rue Saint-Honoré.

Les acquéreurs font détruire l’hôtel et sont autorisés, par une ordonnance  du 20 septembre 1830,  à ouvrir, à son emplacement,  la « rue Louis-Philippe-Ier »  renommée « rue d'Alger » en 1832 et à prolonger la rue du Mont-Thabor jusqu’à cette rue.
Un panneau Histoire de Paris, situé au n°211 rue Saint-Honoré, rappelle l'emplacement et l'histoire de cet ancien hôtel particulier.